# 約翰·加斯
約翰·加斯（英語：John Garth）是英國作家，以對J·R·R·托爾金的研究而聞名，代表作為《托爾金與世界大戰》（2003年）和《托爾金的世界》（2020年）。
2014年至2017年擔任《今日牛津》的數位編輯。
其撰寫的書評文章發表在《衛報》、《泰晤士報》、《新政治家》、《每日野獸》、《每日電訊報》、《今日牛津》等媒體上。

## 獲獎
- 2017年，托爾金協會（英语：The Tolkien Society）獎突出貢獻獎[3]。

## 外部連結
- 官方网站 （英文）
- 約翰·加斯的X（前Twitter） （英文）
- 約翰·加斯在互联网电影资料库（IMDb）上的資料（英文）